# Bruce Nicholson
Bruce Nicholson é um especialista em efeitos visuais estadunidense. Venceu o Oscar de melhores efeitos visuais em duas ocasiões: por Star Wars: The Empire Strikes Back e Raiders of the Lost Ark.